# Clan Sacco-Bocchetti
Il clan Sacco-Bocchetti è un sodalizio camorristico in attività operante nella periferia nord-est di Napoli, più precisamente nell'area dei quartieri di San Pietro a Patierno e Secondigliano.

## Storia
Il clan prende il nome da Gennaro Sacco e Gaetano Bocchetti, quest'ultimo fautore dell'Alleanza di Secondigliano.
Il 23 novembre 2009 insieme al figlio Carmine, di 29 anni, Gennaro Sacco è stato ucciso in un attentato camorristico presso San Pietro a Patierno.
Mario Bocchetti, fratello di Gaetano, è stato arrestato il 15 luglio 2017 e condannato ad una pena di anni 12 e mesi 8 di reclusione per il reato di associazione camorristica.
L'11 agosto 2017 è stato arrestato in Romania Gaetano Manzo, il ragioniere del clan Manzo curava la contabilità del gruppo criminale, provvedeva al recupero crediti e non di rado anche al rifornimento di stupefacente dall'estero. Aveva raggiunto una posizione apicale nel gruppo ed era ormai l'unico leader ancora in libertà.